# Andromalius
Andromalius en demonología es un gran conde del infierno que tiene treinta y seis legiones de demonios a su servicio. Puede devolver tanto al ladrón como los bienes robados, castiga a los ladrones y otras personas malvadas y descubre tesoros ocultos.
Andromalius es descrito como un hombre que carga una enorme serpiente en su mano izquierda.
De acuerdo a las correspondencias con los arcanos menores del tarot establecidas en el Occult Tarot de Travis McHenry, su arcano equivalente es el 7 de espadas, por lo que su decano zodiacal abarca los días entre 10 y el 20 de febrero, aproximadamente.